# Roestflankprinia
De roestflankprinia (Prinia subflava) is een zangvogel uit de familie Cisticolidae. Het zijn kleine insectenetende zangvogels met vaak lange staarten.

## Kenmerken
De vogel is 11 tot 12 cm lang en weegt 7 tot 12 gram. De vogel is van boven ongestreept grijsbruin, licht van onder met lichtbruin gekleurde flanken en verder een trapsgewijs aflopende staart. Het mannetje heeft een brede, roomkleurige wenkbrauwstreep, die geleidelijk uitloopt tot in het grijs van de nek. De zang van deze vogel is een monotoon 'tsjip, tsjip' en de roep een luid scheldend 'sjie'.

## Verspreiding en leefgebied
Deze soort komt voor in Afrika ten zuiden van de Sahara. Er zijn tien ondersoorten:
- P. s. subflava (Mauritanië tot in Ethiopië en Oeganda)
- P. s. pallescens (Mali tot Eritrea en Ethiopië)
- P. s. tenella (Somalië, Kenya en Tanzania)
- P. s. melanorhyncha (Sierra Leone tot Oeganda, Kenya en Tanzania)
- P. s. graueri (Angola en Congo-Kinshasa en Rwanda)
- P. s. affinis (Congo tot Tanzania en tot in Zuid-Afrika)
- P. s. kasokae (Angola en Zambia)
- P. s. mutatrix (Tanzania tot Zimbabwe en Mozambique)
- P. s. bechuanae (Angola. Namibië tot Zimbabwe)
- P. s. pondoensis (Mozambique en Zuid-Afrika)

Het leefgebied bestaat uit terrein met hoog gras afgewisseld met struikgewas en bos of in verlaten agrarisch gebied of tuinen. De vogel mijdt open graslanden zonder bomen. In berggebieden komt de vogel voor tot op 2700 m (Ethiopië en Zuid-Afrika). De vogel foerageert in paren of kleine groepen.

## Status
De grootte van de populatie is niet gekwantificeerd. Men veronderstelt dat de soort in aantal stabiel is. Om deze redenen staat de roestflankprinia als niet bedreigd op de Rode Lijst van de IUCN.